# جربارة كبيرة
جربارة كبيرة (الاسم العلمي:Gerbera maxima) هي نوع من النباتات تتبع جنس الجربارة من الفصيلة النجمية.